# Ib Glindemann
Ib Glindemann, född Ib Niels Carl Glindemann Nielsen den 27 september 1934 i Köpenhamn, död 5 april 2019, var en dansk jazzmusiker, kompositör och orkesterledare.
Glindemann Nielsen studerade vid Det Kongelige Danske Musikkonservatorium 1952–1956. Han bildade en egen orkester 1956. Han räknas som Monica Zetterlunds upptäckare.